# Constantin Varga
Constantin Varga (n. 18 septembrie 1964, Timișoara, România) este un fotbalist român retras din activitate, jucător în echipa națională de fotbal a României.
În data de 26 august 1992 a debutat în echipa națională a României, într-un meci cu echipa națională de fotbal a Mexicului.

## Legături externe
- Constantin Varga, pe eu-football.info